# 三田東急アパート
三田東急アパート（みた とうきゅうアパート）は、東京都港区三田・聖坂の、クウェート大使館真向かいにあったマンションである。

## 概要
同マンションは、東日本旅客鉄道（JR東日本、開業当時は日本国有鉄道〈国鉄〉）山手線・京浜東北線の田町駅から徒歩7分（のちに東京都交通局〈都営地下鉄〉浅草線・三田線の三田駅が加わる）の圏内にあったもので、1957年に本館、1970年にアネックス（別館）がそれぞれ開設された。住居戸数193は、当時の日本の集合住宅としては最大級で、高級マンションの典型的な基礎といわれている。ただ、この当時は現在のマンションという言葉が広まっていなかったため、「アパート」という名称になったのではないかとされている。
施工主である東急不動産は、1955年に代官山にも代官山東急アパート（現・テノハ代官山）を建設し、日本人が住みやすい高級集合住宅を建設し注目されたが、この第2弾として、当時の日本最大級の戸数を誇る住居が建設されることになった。本館のメインアプローチは北側2階に設けられ、ホテルフロント風の受付が設けられ、入居者はタレントや政財界人などだったとされている。
2009年に老朽化のため閉鎖。同地は2019年に解体され、「三田三・四丁目地区第一種市街地再開発事業」による建て替えが行われている。